# Тркман, Франц
Франц Тркман (1903, Нанос, Словения — 1978, Любляна, Словения) — югославский изобретатель и предприниматель.

## Биография
Родился в 1903 году в г. Нанос в Словении, которая на тот момент являлась частью Австро-Венгрии. По окончании начальной школы продолжил своё образование в Любляне и стал впоследствии мастером-плотником, а затем и механиком. К началу Второй Мировой войны у него уже был собственный цех в Любляне, где под его руководством находилось несколько рабочих. Работой цеха он руководил вплоть до того, как в 1968 год серьёзно заболел.
На территории бывших югославских республик и в других странах Европы он был известен благодаря своим многочисленным изобретениям. Большинство из них он производил и продавал своими силами, однако в случаях, когда для реализации его изобретений требовалось больше рабочих рук, он продавал их или получал на них лицензию (законодательство СФРЮ запрещало нанимать более семи человек).
В общей сложности ему принадлежат 15 изобретений в Югославии, а также в Италии, Германии и Аргентине. Все эти изобретения были применены на практике и в своё время получили широкую известность и популярность. Его водонепроницаемые окна и филенчатые балконные двери устанавливались по всей Югославии во всех учреждениях и школах и даже в резиденции Иосипа Броз Тито в Сербии.
Изобретённые им электровыключатели для электроплиток сразу стали очень востребованными, а после Второй Мировой войны спрос на них оказался настолько велик, что ему пришлось продать лицензию. Разработанные им окна, которые можно было открывать как вертикально, так и горизонтально, производились на крупных компаниях, так как спрос на них был также огромен.
Тркман разработал также технопроцесс для производства высококачественных ключей, лицензию на который он не стал продавать и занимался производством до конца жизни.
Наибольшего успеха Франц Тркман добился в Лондоне в 1934 году, на международной ремесленной ярмарке, где его скошенные окна завоевали диплом, золотую медаль и серебряный кубок.
Широкого признания он также добился и на территории Югославии, выиграв ряд призов и дипломов, а за решение тяжёлой математической задачи был удостоен премии в Чехословакии.